# 100巻以上刊行している漫画作品
100巻以上刊行している漫画作品（100かんいじょうかんこうしているまんがさくひん）では全世界各国で発刊・発売されている漫画（コミック）作品の中で同一の作者、同一のタイトル名だけで100巻以上刊行されている長期連載の作品の一覧を記す。
作品の対象年齢や形式を問わず、条件に合致するすべての作品を網羅するが、途中でサブタイトルなどが変更され、新たに「1巻」として刊行された後継・シリーズ作品・スピンオフなどの派生作品があるものは除いた（後述）。また筆者生前の作品を新たに発刊した作品に関しても除外とする。

## 日本
日本で発表されている作品で、同一タイトルで100巻以上刊行されている作品は以下の20作品で、その中で、2025年4月現在では11作品が連載されている。

作者のソート（50音順）は、作画者を統一の基準とした。

他誌に渡り掲載された作品も、現在連載中の掲載誌のみ掲載。詳細等は参照元を参考にされたい。
|  | 連載中 |

| 順位 | タイトル                      | 作者                                                              | 連載開始〜連載終了 主な掲載誌                | 100巻刊行年月 | 巻数 最新巻刊行年月 | ジャンル 備考                                                                        |
| ---- | ----------------------------- | ----------------------------------------------------------------- | -------------------------------------------- | ------------- | ------------------- | ------------------------------------------------------------------------------------ |
| 01   | ゴルゴ13                      | さいとう・たかを/ さいとう・プロダクション                        | 1968年〜 ビッグコミック ビッグコミック増刊号 | 1996年09月    | 217巻 2025年7月     | ハードボイルド コミックスはリイド社から刊行。 巻数は同社の「SPコミックス」を基準。   |
| 02   | こちら葛飾区 亀有公園前派出所 | 秋本治                                                            | 1976年〜2016年 週刊少年ジャンプ              | 1996年11月    | 全201巻 2021年10月  | コメディ                                                                             |
| 03   | ミナミの帝王                  | 原作：天王寺大 作画：郷力也                                       | 1992年〜 週刊漫画ゴラク                      | 2009年08月    | 183巻 2025年6月     | 経済/金融 100巻到達まで史上最速。                                                    |
| 04   | クッキングパパ                | うえやまとち                                                      | 1985年〜 モーニング                          | 2008年11月    | 173巻 2025年5月     | グルメ/アットホーム                                                                  |
| 05   | はじめの一歩                  | 森川ジョージ                                                      | 1989年〜 週刊少年マガジン                    | 2012年07月    | 143巻 2025年4月     | スポーツ/ボクシング                                                                  |
| 06   | 江戸前の旬                    | 原作：九十九森 作画：さとう輝                                     | 1999年〜 週刊漫画ゴラク                      | 2019年10月    | 128巻 2025年5月     | グルメ/寿司職人 2025年2月に九十九が死去、以降は 「原案・九十九森」として連載を継続。 |
| 07   | 鬼平犯科帳                    | 原作：池波正太郎 劇画：さいとう・たかを/ さいとう・プロダクション | 1993年〜 コミック乱                          | 2017年02月    | 124巻 2025年4月     | 時代劇                                                                               |
| 08   | 釣りバカ日誌                  | 原作：やまさき十三 漫画：北見けんいち                             | 1979年〜 ビッグコミックオリジナル            | 2018年10月    | 116巻 2025年6月     | ギャグ/釣り                                                                          |
| 08   | 天牌                          | 原作：来賀友志 作画：嶺岸信明                                     | 1999年〜 週刊漫画ゴラク                      | 2019年08月    | 116巻 2022年8月     | 麻雀 原作者が死去、以後休載。                                                        |
| 10   | 解体屋ゲン                    | 原作：星野茂樹 作画：石井さだよし                                 | 2002年〜 週刊漫画TIMES                       | 2023年05月    | 112巻 2025年6月     | 社会派／世情／職人 「コミックシーモア」刊行の 電子書籍版を基に記載。                 |
| 10   | 浮浪雲                        | ジョージ秋山                                                      | 1973年〜2017年 ビッグコミックオリジナル      | 2013年09月    | 全112巻 2018年1月   | 時代劇                                                                               |
| 10   | ONE PIECE                     | 尾田栄一郎                                                        | 1997年〜 週刊少年ジャンプ                    | 2021年09月    | 112巻 2025年7月     | アクション/冒険活劇                                                                  |
| 13   | 美味しんぼ                    | 原作：雁屋哲 作画：花咲アキラ                                     | 1983年〜 ビッグコミックスピリッツ            | 2007年10月    | 111巻 2014年12月    | グルメ 2014年5月19日25号以降休載。                                                   |
| 14   | 弐十手物語                    | 原作：小池一夫 漫画：神江里見                                     | 1978年〜2003年 週刊ポスト                    | 2002年08月    | 全110巻 2005年2月   | 時代劇 続編『新・弐十手物語』 『新・弐十手物語 つるじろう』がある。                  |
| 15   | 静かなるドン                  | 新田たつお                                                        | 1989年〜2012年 漫画サンデー                  | 2011年10月    | 全108巻 2013年6月   | 極道                                                                                 |
| 16   | 名探偵コナン                  | 青山剛昌                                                          | 1994年〜 週刊少年サンデー                    | 2021年10月    | 107巻 2025年4月     | 推理/ラブコメ                                                                        |
| 16   | あぶさん                      | 水島新司                                                          | 1973年〜2014年 ビッグコミックオリジナル      | 2012年04月    | 全107巻 2014年3月   | スポーツ/野球 月2回刊行漫画雑誌では初。                                              |
| 18   | パタリロ!                     | 魔夜峰央                                                          | 1978年〜 白泉社の漫画雑誌                    | 2018年11月    | 104巻 2022年6月     | ギャグ/少女漫画                                                                      |
| 19   | なみだ坂診療所                | 原作：宇治谷順 作画：向後次雄                                     | 2000年〜2021年 週刊漫画TIMES                 | 2023年01月    | 全102巻 2023年2月   | 医療/人情                                                                            |
| 20   | あさりちゃん                  | 室山まゆみ                                                        | 1978年〜2014年 小学館の学年別学習雑誌        | 2014年02月    | 全100巻 2014年2月   | ギャグ/少女漫画 続編『あさりちゃん 5年2組』がある。                                  |

### 外伝・続編・スピンオフなどを含む、シリーズ累計で100巻以上の作品
ここでは作品（シリーズ）タイトルのみの記載にとどめる。
- 『課長島耕作』
- 『キャプテン翼』
- 『銀牙 -流れ星 銀-』
- 『金田一少年の事件簿』
- 『キン肉マン』
- 『グラップラー刃牙』
- 『高校鉄拳伝タフ』
- 『コボちゃん』
- 『ジョジョの奇妙な冒険』
- 『超人ロック』
- 『ドカベン』
- 『特命係長 只野仁』
- 『MAJOR』
- 『白竜』
- 『スーパードクターK』
- 『浦安鉄筋家族』
- 『弱虫ペダル』
- 『カイジ』

## アメリカ
アメリカン・コミックス（アメコミ）は日本の漫画と出版や版権の形態が異なり、1巻に1話〜数話を収録して出版されるため、「1巻」のページ数が数十ページ程度と日本の漫画より少なく、日本の漫画と同列に比較できないことに留意されたい。
また、さらに複数巻を収録した単行本も出版されることもあるが、全てが単行本化されるわけではない。
| タイトル                                | 作者                                          | 同一作者 連載期間 | 100巻 刊行月 | 巻数  | ジャンルおよび備考 |
| --------------------------------------- | --------------------------------------------- | ----------------- | ------------ | ----- | --- |
| Cerebus                                 | 原作・作画：Dave Sim 作画：Gerhard            | 1977年〜 2004年   | 1987年6月    | 235巻 | ファンタジー Dave Simが画も描いていたが、65巻からGerhardが参加。 最終巻300巻まで。                                                |
| Savage Dragon                           | Erik Larsen                                   | 1993年〜          | 2002年6月    | 195巻 | スーパーヒーロー |
| Gold Digger                             | Fred Perry                                    | 1999年〜          | 2008年10月   | 161巻 | SF |
| 兎用心棒(Usagi Yojimbo)                 | スタン坂井                                    | 1996年〜          | 2007年1月    | 144巻 | 時代劇 |
| ウォーキング・デッド (The Walking Dead) | 原作：Robert Kirkman 作画：Charlie Adlard     | 2004年〜          | 2013年1月    | 122巻 | ホラー 二人が担当しているのは7巻以降で106巻目で100巻。 現在も継続中。                                                             |
| Groo the Wanderer                       | Sergio Aragonés                               | 1985年〜 1995年   | 1993年4月    | 120巻 | コメディ |
| Ultimate Spider-Man                     | 原作： Brian Michael Bendis 作画：Mark Bagley | 2000年〜 2007年   | 2006年9月    | 111巻 | スーパーヒーロー シリーズは全160巻だが二人が担当したのは1〜111巻まで。 それ以降は作画をStuart Immonenが担当。                     |
| The Lone Ranger                         | 原作：Paul S. Newman 作画：Tom Gill           | 1951年〜 1962年   | 1961年       | 107巻 | 西部劇 二人が担当したのは38巻から最終巻の145巻目まで。                                                                            |
| ファンタスティック・フォー              | 原作：スタン・リー 作画：ジャック・カービー   | 1961年〜 1970年   | 1970年7月    | 102巻 | スーパーヒーロー 二人が担当したのは1〜102巻まで。それ以降は原作・作画共に 複数おり、416巻で一旦終了したが現在もシリーズは継続中。 |
| 100 Bullets                             | 原作：Brian Azzarello 作画：Eduardo Risso     | 1999年〜 2009年   | 2009年4月    | 100巻 | ハードボイルド |